# Ilirjan Suli
Ilirjan Suli (11 oktober 1975) is een Albanees voormalig gewichtheffer. Suli nam tweemaal deel aan de Olympische Zomerspelen, maar behaalde geen medaille. 

## Biografie
In 1996 kon Suli zich een eerste maal kwalificeren voor de Olympische Spelen. In de klasse tot 76 kg eindigde Suli op de 14e plaats. In 2000 behaalde Suli zijn enige medaille op een internationaal toernooi dankzij de derde plaats op het EK in Sofia.
Op de Olympische Spelen in Sydney in 2000 eindigde Suli  met een totaal van 355 kg op de 5e plaats. Suli mocht de Albanese vlag dragen tijdens de openingsceremonie.

## Belangrijkste resultaten
Klasse tot 76 kg
- 1995: 15e EK - 300 kg
- 1996: 7e EK - 320 kg
- 1996: 14e OS - 322,5 kg

Klasse tot 77 kg
- 1999: 25e WK – 330 kg
- 2000:  EK - 360 kg
- 2000: 5e OS - 355 kg

Klasse tot 85 kg
- 2002: 4e WK – 380 kg
- 2005: DNF WK
- 2011: 15e WK - 356 kg